# Fenestraja
Fenestraja és un gènere de peixos de la família dels raids i de l'ordre dels raïformes.

## Taxonomia
- Fenestraja atripinna (Bigelow & Schroeder, 1950)[2]
- Fenestraja cubensis (Bigelow & Schroeder, 1950)[2]
- Fenestraja ishiyamai (Bigelow & Schroeder, 1962)[3]
- Fenestraja maceachrani (Séret, 1989)[4]
- Fenestraja mamillidens (Alcock, 1889)[5]
- Fenestraja plutonia (Garman, 1881)[6]
- Fenestraja sibogae (Weber, 1913)[7]
- Fenestraja sinusmexicanus (Bigelow & Schroeder, 1950)[2][8][9][10][11][12][13][14]